# داني باول (لاعب اتحاد الرغبي)
داني باول (بالإنجليزية: Danny Paul)‏ هو لاعب اتحاد الرغبي بريطاني، ولد في 15 ديسمبر 1986.